# Volta a Portugal de 1960
A 23ª edição da Volta a Portugal em Bicicleta ("Volta 60") decorreu entre os dias 14 e 28 de Agosto de 1960. Composta por 19 etapas.

## Classificações Finais
| Lugar | Nome                    | Nacionalidade | Equipa      | H. M. S. |
| 01º   | Sousa Cardoso           | Portugal      | FC Porto    | 74.01.04 |
| 02º   | Antonino Baptista       | Portugal      | Sangalhos   | +0.03.15 |
| 03º   | Antonio Gomez del Moral | Espanha       | Licor 43    | +0.03.58 |
| 04º   | Fernando Silva          | Portugal      | Sangalhos   | +0.04.29 |
| 05º   | Joaquim Barceló         | Espanha       | Licor 43    | +0.14.36 |
| 06º   | António Pisco           | Portugal      | Alpiarça    | +0.19.38 |
| 07º   | António Pedro Júnior    | Portugal      | Sporting CP | +0.20.57 |
| 08º   | José Pedro Carvalho     | Portugal      | Sporting CP | +0.21.22 |
| 09º   | José Gomez del Moral    | Espanha       | Licor 43    | +0.23.14 |
| 10º   | Manuel Graça            | Portugal      | Sporting CP | +0.29.06 |

## Equipas
| Lugar | Equipa      |
| 1º    | Licor 43    |
| 2º    | Sporting CP |
| 3º    | FC Porto    |

## Ciclistas
Partiram: 116; Desistiram: 66; Terminaram: 50.
Media: 33,906 Km/h.

## XXIII Volta a Portugal - 1960 - Etapa a etapa
- Equipas Participantes: Sporting CP, Sangalhos DC, FC Porto, Ginásio Clube de Tavira, SL Benfica, SC Salgueiros, CF Os Belenenses, Académico FC, Licor 43 (Esp.), Ignis (Ita.), Águias de Alpiarça, Louletano DC, AD Ovarense, SC Farense, Vila Real, Aldoar, Oliveira do Douro, Peugeot (Fra.), Individuais (2).
- 115 Ciclistas à partida: terminaram 50 ciclistas
- 18 Etapas; 2.630 km.
1.ª Etapa: 14/08 – Estádio das Antas – 9 km.
1.º	Renato Longo	Ignis	12m. 21 s.
2.º	Mário Jordão	Águias Alpiarça	m.t.
3.º	Chabrier	Peugeot	m.t
Camisola Amarela: Renato Longo
2.ª Etapa: 15/08 – Porto – Vila do Conde – 98 km.
1.º	Ventura Cristóvão	Sporting CP	2h. 28m. 57s.
2.º	Luís Viegas	GC Tavira	m.t.
3.º	Orste Magni	Ignis	2-29-05
Camisola Amarela: Arlindo Carvalho (SCP)
3.ª Etapa: 15/08 – Circuito de Vila do Conde – 57 km.
1.º	Oreste Magni	Ignis	1h. 24m. 30s.
2.º	Pedro Polainas	FC Porto	m.t.
3.º	António Pisco 	A. Alpiarça	m.t.
Camisola Amarela: Oreste Magni
4.ª Etapa: 16/08 – Vila do Conde – Braga – 187 km.
1.º	Lima Fernandes 	A. Alpiarça	5h. 02m. 23s.
2.º	Antonino Batista	Sangalhos DC	m.t.
3.º	Luciano Ciacola	Ignis	m.t.
Camisola Amarela: Ilídio Rosário (SL Benfica)
5.ª Etapa: 17/08 – Braga – Viseu – 234 km. 
1.º	José Sousa Cardoso	FC Porto	7h. 29m. 55s.
2.º	António Del Moral	Licor 43 	m.t.
3.º	Antonino Batista	Sangalhos DC	m.t.
Camisola Amarela: Antonino Batista
Classificação Geral Individual
1.º	Antonino Batista	Sangalhos DC	16h. 39m. 21s.
2.º	José  Sousa Cardoso	FC Porto	16-43-22
3.º	António Del Moral	Licor 43	16-44-01
6.ª Etapa: 18/08 – Viseu – Penhas da Saúde – 143 km.
1.º	António Pisco	A. Alpiarça	4h. 48m. 44s.
2.º	Fernando Silva 	Sangalhos DC	4-48-46
3.º	Martins Almeida	Académico FC	m.t.
Camisola Amarela: José Sousa Cardoso
7.ª Etapa: 19/08 – Covilhã – Tomar – 188 km.
1.º	Oreste Magni	Ignis	5h. 11m. 55s.
2.º	António Pisco	A. Alpiarça	m.t.
3.º	J. Sousa Santos	FC Porto	m.t.
Camisola Amarela: J. Sousa Cardoso
8.ª Etapa: 20/08 – Tomar – Lisboa – 197 km.
1.º	Oreste Magni	Ignis	5h. 15m. 03s.
2.º	Angel Guardiola	Licor 43	m.t.
3.º	Delfim Batista	Louletano DC	m.t.
Camisola Amarela: J. Sousa Cardoso
9.ª Etapa: 20/08 – Estádio de Alvalade – 9 km.
1.º	António Pisco	A. Alpiarça	12m. 33s.
2.º	António Gomez	Licor 43	m.t.
3.º	Jorge Corvo	GC Tavira	m.t.
Camisola Amarela: J. Sousa Cardoso
Classificação Geral Individual
1.º	J. Sousa Cardoso	FC Porto	32h. 29m. 32s.
2.º	Antonino Batista	Sangalhos DC	32-30-43
3.º	Fernando Silva	Sangalhos DC	32-31-15
10.ª Etapa: 21/08 – Lisboa – Évora – 210 km.
1.º	João Bárbara	GC Tavira	5h. 50m. 24s.
2.º	António del Moral	Licor 43	m.t.
3.º	Pedro Júnior	Sporting CP	5-51-22
Camisola Amarela: J. Sousa Cardoso
11.ª Etapa: 22/08 – Évora – Beja – 72,6 km. – C/R
1.º	J. Sousa Cardoso	FC Porto	1h. 50m. 09s.
2.º	Joaquin Barceló	Licor 43	1-51-30
3.º	António Del Moral	Licor 43	1-52-08
Camisola Amarela: J. Sousa Cardoso
12.ª Etapa: 23/08 – Beja – Tavira – 130 km.
1.º	José Del Moral	Licor 43	3h. 45m. 58s.
2.º	Sérgio Páscoa	GC Tavira	3-49-38
3.º	Manuel Castro	Académico FC	m.t.
Camisola Amarela: J. Sousa Cardoso
13.ª Etapa: 23/08 – Circuito de Tavira – 9 km.
1.º	Manuel Perna	Louletano DC	11m. 04s.
2.º	António Del Moral	Licpr 43	m.t.
3.º	Pedro Júnior 	Sporting CP	m.t.
Camisola Amarela: J. Sousa Cardoso
14.ª Etapa: 24/08 – Tavira – Ferreira do Alentejo – 181 km.
1.º	António Del Moral	Licor 43	5h. 16m. 24 s.
2.º	Carlos Carvalho	FC Porto	m.t.
3.º	Pedro Júnior	Sporting CP	M.t.
Camisola Amarela: J. Sousa Cardoso
15.ª Etapa: 25/08 – Ferreira do Alentejo – Alpiarça – 198 km.
1.º	Agostinho Correia	A. Alpiarça	5h. 50m. 03s.
2.º	Américo Raposo	Sporting CP	m.t.
3.º	António Del Moral	Licor 43	m.t.
Camisola Amarela: J. Sousa Cardoso
Classificação Geral Individual
1.º	J. Sousa Cardoso	FC Porto	55h. 24m. 19s.
2.º	Antonino Batista	Sangalhos DC	55-27-23
3.º	António Del Moral	Licor 43	55-28-07
16.ª Etapa: 26/08 – Alpiarça – Coimbra – 189 km.
1.º	J. Sousa Santos	FC Porto	5h. 31m. 58s.
2.º	Angel Guardiola	Licor 43	m.t.
3.º	Alberto Carvalho	Académico FC	m.t.
Camisola Amarela: J. Sousa Cardoso
17.ª Etapa: 27/08 – Coimbra – Espinho – 196 km.
1.º	J. Sousa Cardoso	FC Porto	5h. 42m. 21s.
2.º	António Del Moral	Licor 43	m.t.
3.º	Nino Assireli	Ignis	m.t.
Camisola Amarela: J. Sousa Cardoso
18.ª Etapa: 27/08 – Circuito de Espinho – 7 km. – C/R
1.º	Américo Raposo	Sporting CP	10m. 50s.
2.º	J. Sousa Cardoso	FC Porto	10m. 51s.
3.º	Antonino Batista	Sangalhos DC	m.t.
Camisola Amarela: J. Sousa Cardoso
19.ª Etapa: 28/08 – Porto – Porto – 210 km.
1.º	Alberto Gonçalves	SC Salgueiros	6h. 59m. 33s.
2.º	Azevedo Maia	FC Porto	7-04-02
3.º	Carlos Carvalho	FC Porto	m.t.
Classificação Geral Individual Final
1.º	José Sousa Cardoso	FC Porto	74h. 01m. 04s.
2.º	Antonino Batista	Sangalhos DC	74-04-09
3.º	António Del Moral	Licor 43	74-05-02
4.º	Fernando Silva	Sangalhos DC	74-05-33
5.º	Joaquin Barceló	Licor 43	74-15-40
6.º	António Pisco	A. Alpiarça	74-20-42
7.º	Pedro Júnior	Sporting CP	74-21-46
8.º	Pedro Carvalho	Sporting CP	74-22-41
9.º	José Del Moral	Licor 43	74-24-18
10.º	Manuel Graça	Sporting CP	74-30-10
Classificação Geral p/Equipas Final
1.º	Licor 43
2.º	Sporting CP
3.º	FC Porto
4.º	Sangalhos DC
5.º	Académico Futebol Clube